# هارون إيمان
هارون إيمان (بالإنجليزية: Harun Iman)‏ هو منافس ألعاب قوى أمريكي، ولد في 29 مايو 1981 في مقديشو في الصومال.

## وصلات خارجية
- هارون إيمان على موقع الاتحاد الدولي لألعاب القوى (الإنجليزية)